# Auto Mirage

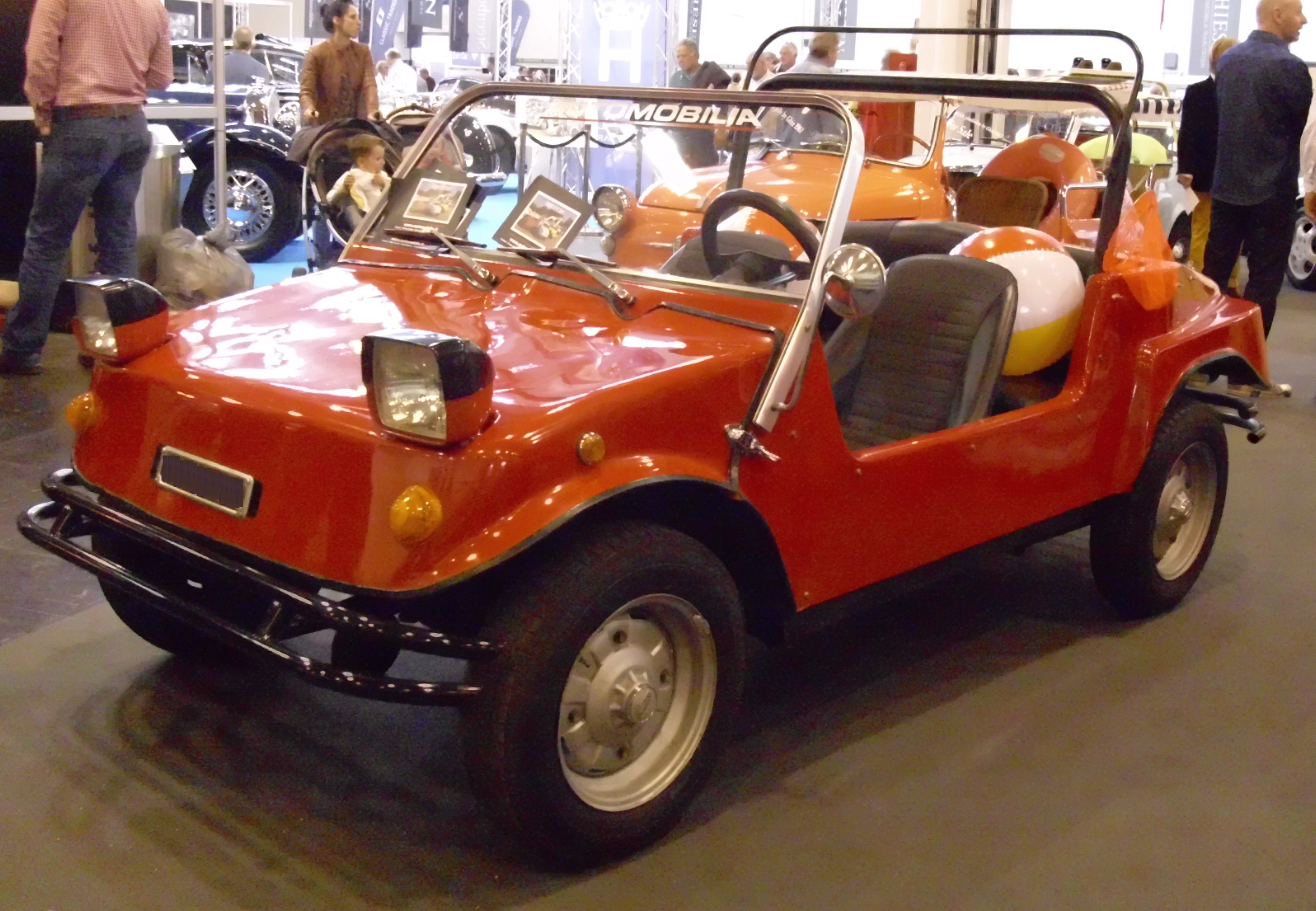
Auto Mirage Pick Wick

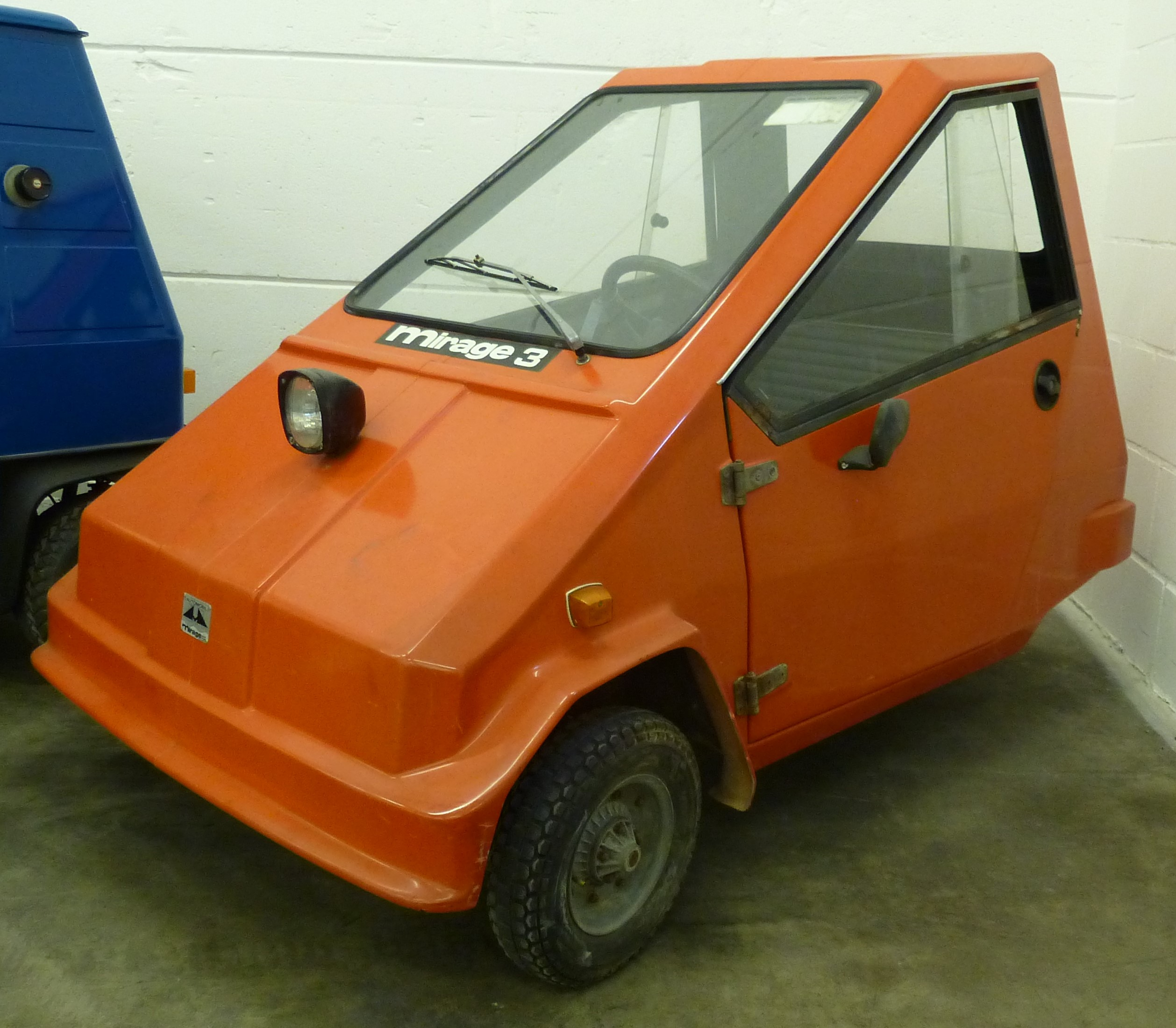
Auto Mirage Mirage 3

Auto Mirage war ein 1972 gegründeter italienischer Automobilhersteller in Bologna.

## Beschreibung
Das Unternehmen beschäftigte sich zunächst vor allem mit dem Bau von Buggies. 1974 wurde der auf dem Fiat 126 basierende Pick Wick präsentiert, der auch unter der Bezeichnung Amigo vertrieben wurde. 1976 erweiterte der Hersteller sein Programm um den Kleinstwagen Mirage 3, ein dreirädriges Fahrzeug mit einer Länge von 2150 mm, zwei Sitzplätzen und einem 49-cm³-Motor mit 4 PS von Morini Franco. Schließlich wurde dieser 1981 durch zwei weitere Modelle, den ebenfalls dreirädrigen SR 3 und den SR 4 mit vier Rädern ersetzt. 1985 wurde die Produktion eingestellt.